# Фотовища (дем Доксат)
 Тази статия е за селото в Драмско.  За селото в България вижте Огняново (област Благоевград).  За други значения на Агия Параскеви вижте Агия Параскеви.
Фотовища или Водовища (на гръцки: Αγία Παρασκευή, Агия Параскеви, до 1927 година Βοδόβιστα, Водовиста, до 1955 година Βαλτοχώρι, Валтохори) е село в Гърция, част от дем Доксат на област Източна Македония и Тракия.

## География
Селото се намира на 50 m надморска височина в Драмското поле на 16 km южно от град Драма. В миналото е било разположено на северния бряг на днес пресушеното езеро Берекетли гьол.

## История

### Етимология
Според Йордан Н. Иванов името на града идва от личното име Фото, като е сравнимо е Фотилово и Фотовища, старото има на Огняново.

### В Гърция
След Междусъюзническата война в 1913 година селото попада в Гърция. Според гръцката статистика, през 1913 година във Водовища (Βοδόβιστα) живеят 583 души.
След Лозанския договор (1923), сложил край на Гръцко-турската война турското население на Фотовища се изселва в Турция и на негово място са настанени гърци бежанци от Турция. В 1928 година Фотовища е чисто бежанско село с 64 бежански семейства и 274 души бежанци. В 1927 година е прекръстено на Валтохоро (в превод Блатно село), изменено по-късно на Валтохори, катаревуса Валтохорион. В 1955 година отново е прекръстено на Агия Анастасия (в превод Света Анастасия).
Землището на селото е силно плодородно вследствие на мелиоративните работи и пресушаването на Берекетли гьол. Населението произвежда много памук, жито, фуражи и други земеделски продукти и се занимава и с краварство.
| Име       | Име        | Ново име   | Ново име    | Описание                |
| --------- | ---------- | ---------- | ----------- | ----------------------- |
| Йоджалик  | Γιοντζαλίκ | Трифилонес | Τριφυλλῶνες | местност З от Фотовища  |
| Долмаджик | Ντολμαζὶκ  | Афротохома | Αφροτόχωμα  | местност СЗ от Фотовища |

| Година    | 1913 | 1920 | 1928 | 1940 | 1951 | 1961 | 1971 | 1981 | 1991 | 2001 | 2011 | 2021 |
| --------- | ---- | ---- | ---- | ---- | ---- | ---- | ---- | ---- | ---- | ---- | ---- | ---- |
| Население | 137  | 159  | 329  | 388  | 707  | 789  | 647  | 618  | 601  | 501  | 454  | 272  |